# 1923 chez Disney
L'année 1923 marque la création de la société qui deviendra la Walt Disney Company.

## Événements

### Juin
- 10 juin 1923, Naissance de Becky Fallberg à Los Angeles, Californie, future responsable du service des Encres et Peintures de Walt Disney Pictures[1].

### Juillet
- Sortie du court métrage des  Alice Comedy Alice's Wonderland[2].

### Octobre
- 16 octobre 1923, Création des Disney Brothers Studios à Hollywood[3],[4]